# Elduvík
Elduvík este un oraș din Insulele Faroe.